# 瓦爾蔡納

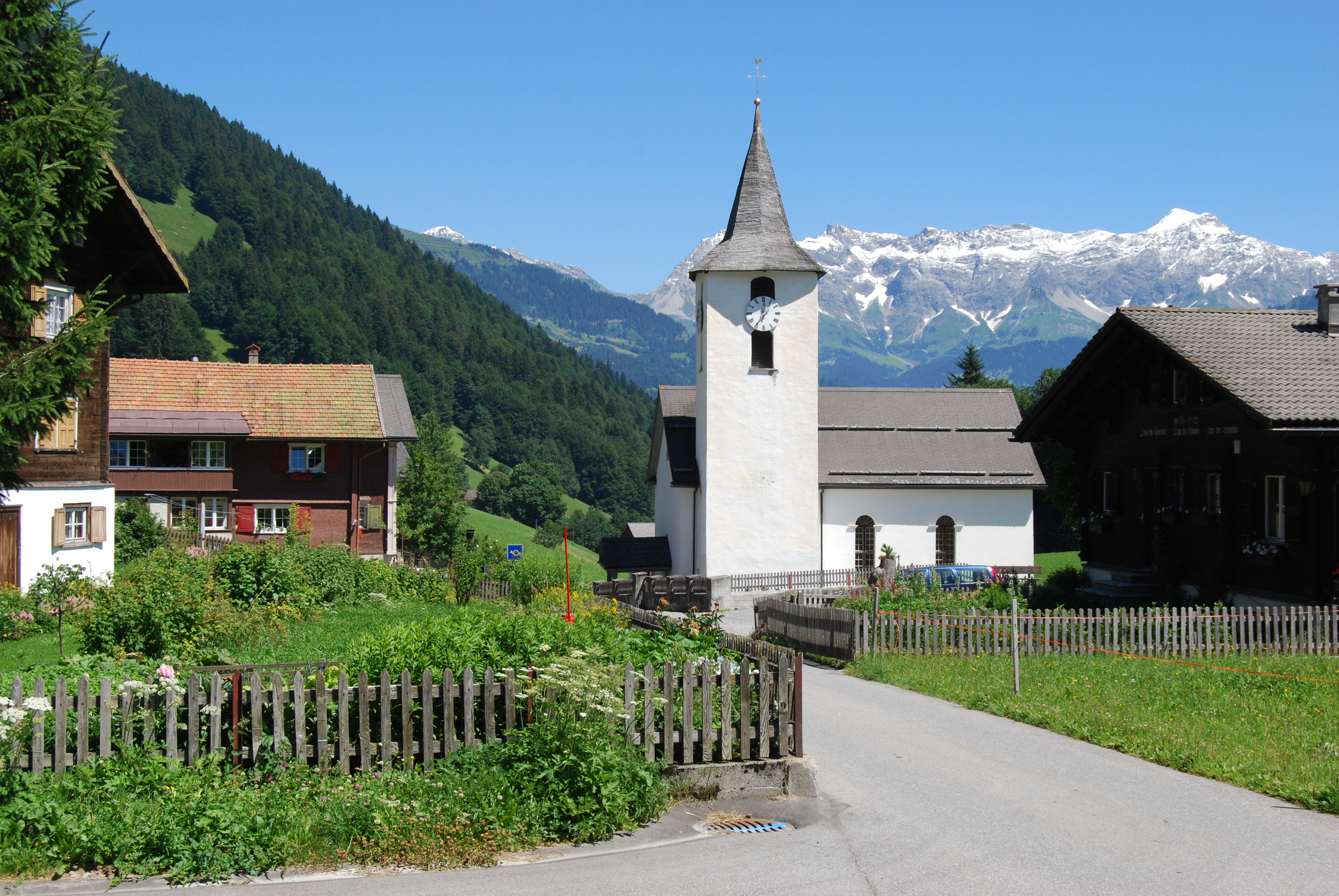

瓦爾蔡納是瑞士的城鎮，位於該國東部，由格勞賓登州負責管轄，面積11.44平方公里，海拔高度1,114米，2010年人口139，人口密度每平方公里12人。

## 外部連結
- Official website （德文）